# Пемба (острів)
Пе́мба (араб. الجزيرة الخضراء;  al-Jazīra al-khadrāʔ; суах. Pemba kisiwa) — один з островів архіпелагу Занзібар у Індійському океані біля східно-африканського узбережжя, входить до складу напівавтономії Занзібар Об'єднаної Республіки Танзанія.

## Географія
Острів розташований в Індійському океані, поблизу східноафриканського узбережжям Суахілі, за 50 км на північ від острова Унгуджа (Занзібар), між 4°50' і 5°30' півд. широти, і відокремлений від материка протокою Пемба.
Пемба є кораловим островом, довжиною у 67 км, шириною в 22 км. Площа острова становить 984 км², висота — до 119 м.
На Пембі досить родючі ґрунти, які сприяють вирощуванню сільськогосподарських культур, на узбережжі — мангрові зарості.
Найбільші поселення — Вете, Чаке-Чаке (головне місто острову), Мкоані.

## Клімат
На Пембрі тропічний клімат, дещо м'якший, ніж у материковій Танзанії та на острові Унгуджа. Середньорічна кількість опадів становить 1364 мм на рік. Найбільшість опадів припадає на період з квітня по травень (у сезон дощів), а менший: з листопада по грудень. Найсухіші місяці: січень та лютий, а посушливий сезон триває з червня по жовтень.
| Клімат Пембри           | Клімат Пембри | Клімат Пембри | Клімат Пембри | Клімат Пембри | Клімат Пембри | Клімат Пембри | Клімат Пембри | Клімат Пембри | Клімат Пембри | Клімат Пембри | Клімат Пембри | Клімат Пембри | Клімат Пембри |
| Показник                | Січ.          | Лют.          | Бер.          | Квіт.         | Трав.         | Черв.         | Лип.          | Серп.         | Вер.          | Жовт.         | Лист.         | Груд.         | Рік           |
| Середній максимум, °C   | 30,9          | 31,6          | 31,9          | 30,1          | 28,9          | 28,5          | 27,8          | 28,1          | 28,8          | 29,7          | 30,2          | 30,8          | 29,8          |
| Середня температура, °C | 26,8          | 27,1          | 27,4          | 26,3          | 25,3          | 24,6          | 23,7          | 23,7          | 24,1          | 25,0          | 25,9          | 26,6          | 25,5          |
| Середній мінімум, °C    | 22,8          | 22,7          | 22,9          | 22,6          | 21,8          | 20,7          | 19,7          | 19,3          | 19,5          | 20,3          | 21,6          | 22,5          | 21,4          |
| Норма опадів, мм        | 86            | 71            | 134           | 304           | 291           | 74            | 42            | 27            | 21            | 54            | 129           | 131           | 1364          |
| ----------------------- | ------------- | ------------- | ------------- | ------------- | ------------- | ------------- | ------------- | ------------- | ------------- | ------------- | ------------- | ------------- | ------------- |

## Історія
Пемба здавна відома східним мореплавцям під назвою Ал-Джазіра Ал-Кадра (араб. Al Jazeera Al Khadra — «Зелений острів»)

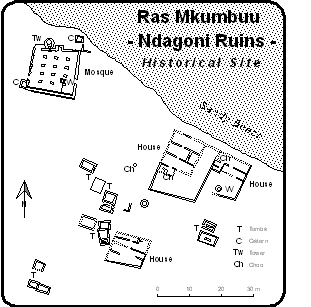
Руїни Ндаґоні

Доля Пемби історично пов'язана з островом Унгуджа (Занзібаром) — це стосується, в першу чергу, формування етнічної спільноти суахілі з нащадків персів-шіразі́ та арабів.
Також на острові збереглися руїни середньовічних поселень, датовані, на думку вчених, XIV ст. (на захід від столиці Чаке-Чаке на півострові Ras Mkumbuu т. зв. руїни Ндаґоні / Ndagoni).
До археологічних пам'яток Пемби також належать руїни Мкама-Ндуме (Mkama Ndume) на південь від аеропорту, біля с. Пуджіні (Pujini), що датуються XV ст. і являють одні з перших фортифікаційних споруд на східноафриканському узбережжі.
Після тимчасового правління португальців (XVI-XVII) Пемба підпадає під владу спочатку султанату Оман (Маскат), надалі — султанату Занзібар.

Прапор Пемби у 1964–2006

Маловідомим є факт, що 26 квітня 1964 року при об'єднанні Танганьїки та Занзібару відповідну угоду про утворення Об'єднаної Республіки Танзанія укладали представники не двох указаних сторін, а трьох — третьою була Республіка Пемба, яка наприкінці 1963 року, разом з Занзібаром, отримала незалежність від Великої Британії.
Зараз, входячи до автономної території Занзібар, Пемба поділена на два райони — Південний та Північний.

## Населення
Основне населення острова — суахілі (ширазі), також є арабська община, представники ін. народів банту — переселенці з континенту тощо. Понад 95% населення Пемби є мусульманами.

## Адміністративний поділ
Острів Пемба розділений на 2 регіони:
| № | Регіон (мкоа)  | Суахілі         | Англ.        | Адм. центр | Площа, км² | Населення, осіб (2012) | Щільність, осіб/км² |
| - | -------------- | --------------- | ------------ | ---------- | ---------- | ---------------------- | ------------------- |
| 1 | Пемба Північна | Kaskazini Pemba | Pemba North  | Вете       | 574        | 211 732                | 368,87              |
| 2 | Пемба Південна | Kusini Pemba    | Pemba South  | Мкоані     | 332        | 195 116                | 587,70              |
|   | Острів Пемба   | Pemba           | Pemba Island | Чаке-Чаке  | 906        | 406 848                | 449,06              |

У свою чергу, кожен регіон має по 2 округи. Тобто, всього 4 округи :
- Мічевені (Micheweni) - північ Пемби Північної (103 816 осіб, 2012),
- Вете (Wete) - південь Пемби Північної (107 916 осіб, 2012),
- Чака-Чака (Chake Chake) - північ Пемби Південної (97 249 осіб, 2012),
- Мкоані (Mkoani) - південь Пемби Південної (97 867 осіб, 2012).

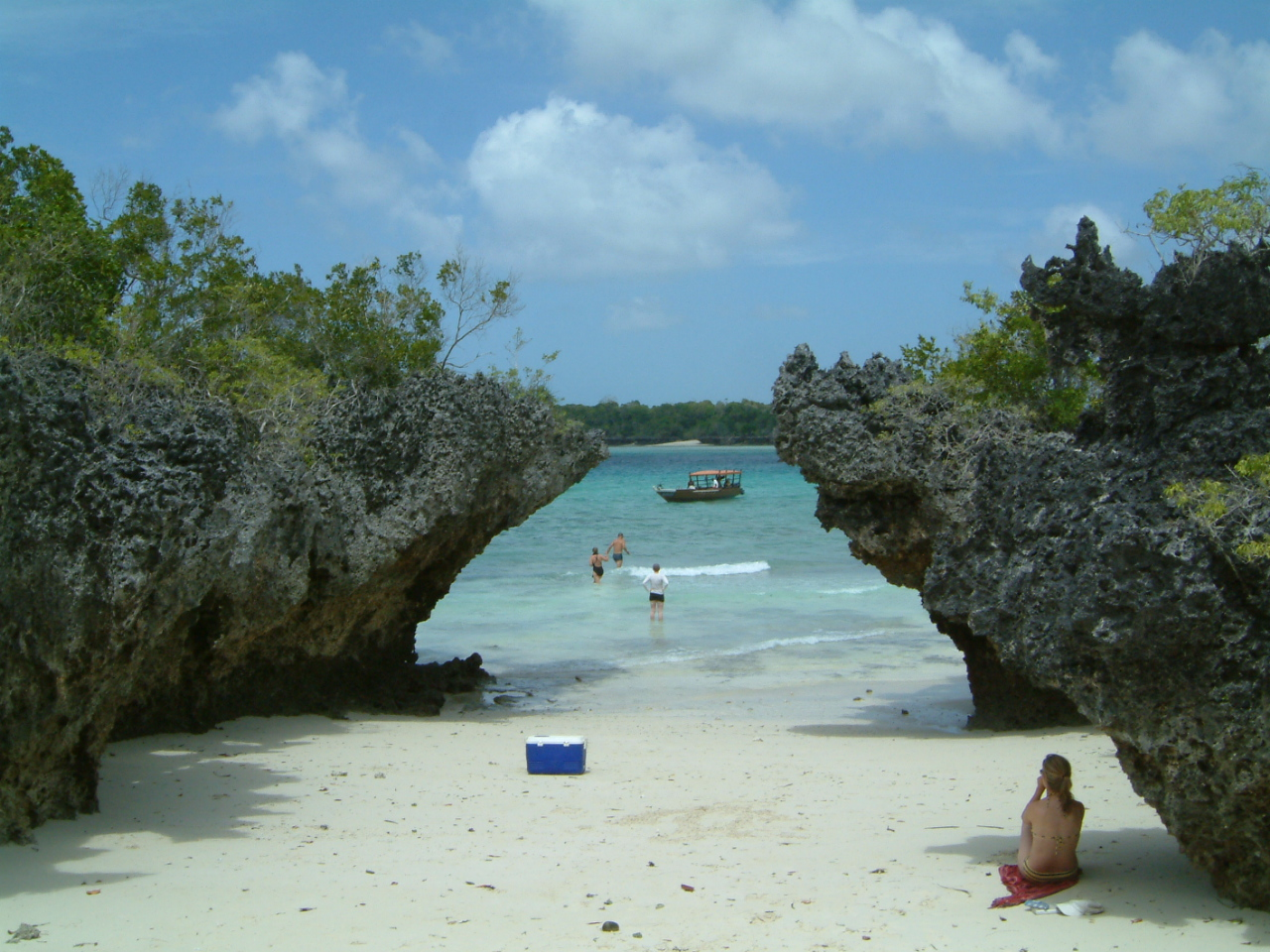

## Економіка
Безперечним фактом є більша родючість, по відношенню з Унгуджою, місцевих ґрунтів (що навіть знайшло відображення в арабській назві Пемби). За таких умов селяни Пемби вирощують добрі врожаї рису, бобових, кассави, бананів, кокосів тощо. Проте чи не основною сільгоспкультурою лишається і дотепер гвоздикове дерево (їх на о-ві не менше 3 млн шт.).
На Пембі розвинуте рибальство. Завширшки 20 км протока Пемба, що відділяє Пембу від материка, вважається однією з найкращих у відношенні рибних багатств.
З недавнього часу на Пембі активно розвивається міжнародний туризм. Гостей острову приваблюють прозорі води, незаймані пляжі й чудові корали з щедрим підводним світом обабіч Пемби.

## Цікаві факти
- За Середньовіччя до Пемби рідко навідувались мореплавці, бо острів мав погану славу — ходили чутки про місцевих могутніх чаклунів і знахарів, що нині вдало обігрують місцеві жителі.

- У XVII ст. португальці занесли на Пембу традицію проведення боїв биків — традиція залишається популярною дотепер.

- У сер. ХХ ст. Пемба була найбільшим експортером у світі гвоздики, але внаслідок денаціоналізації галузі наприкінці століття, втратила цей статус, лишаючись, проте, і надалі одним із найбільших виробників цих прянощів.

- На честь острова названо астероїд 1429 Пемба.

## Світлини

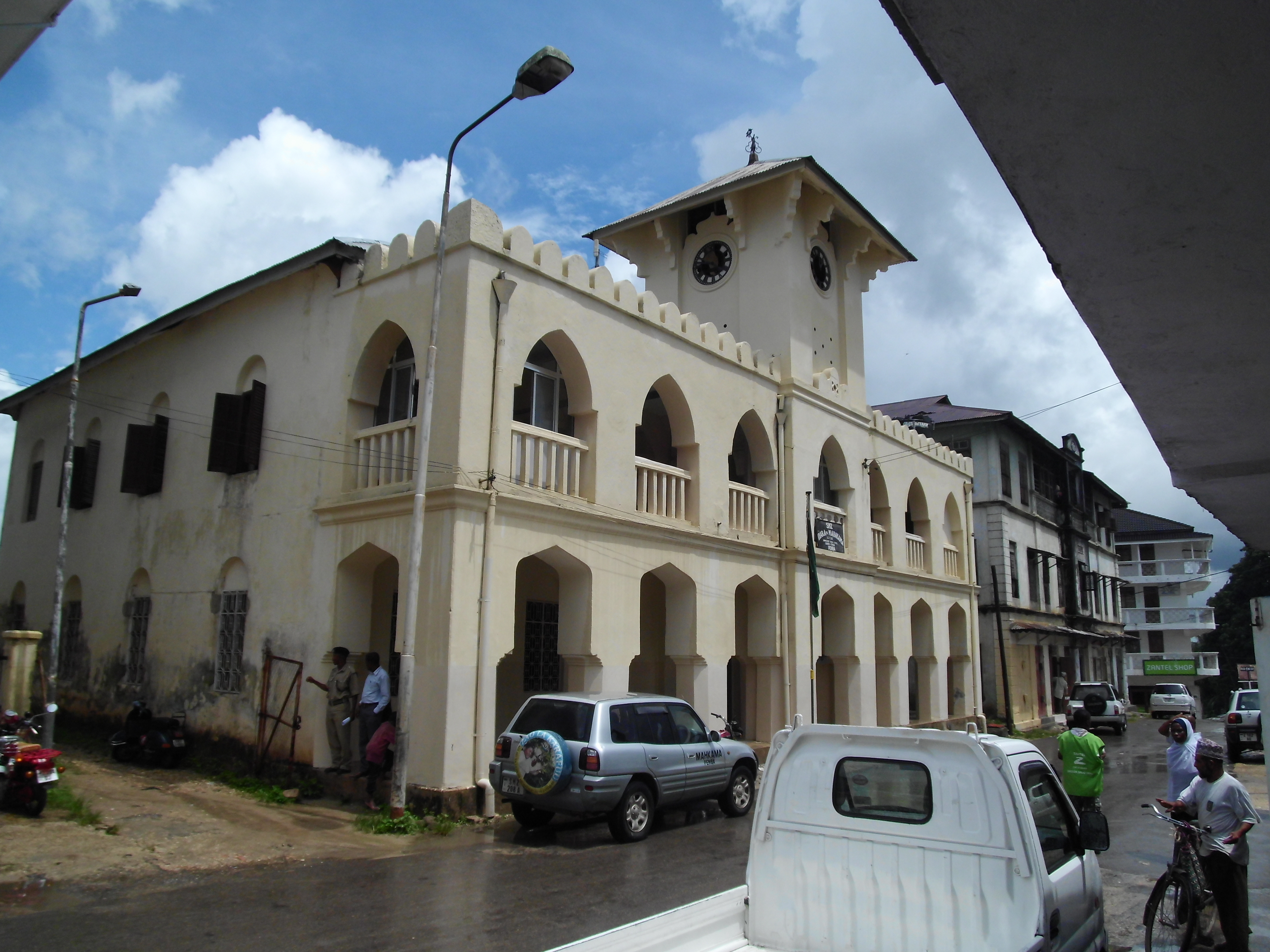
Будинок суду в місті Чаке-Чаке
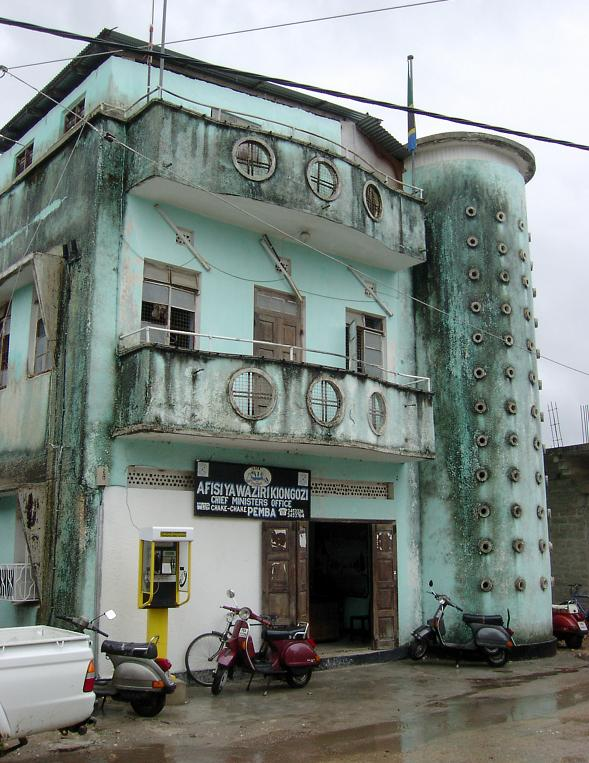
Будинок офісу прем'єр-міністра Занзібарського революційного уряду в Чаке-Чаке
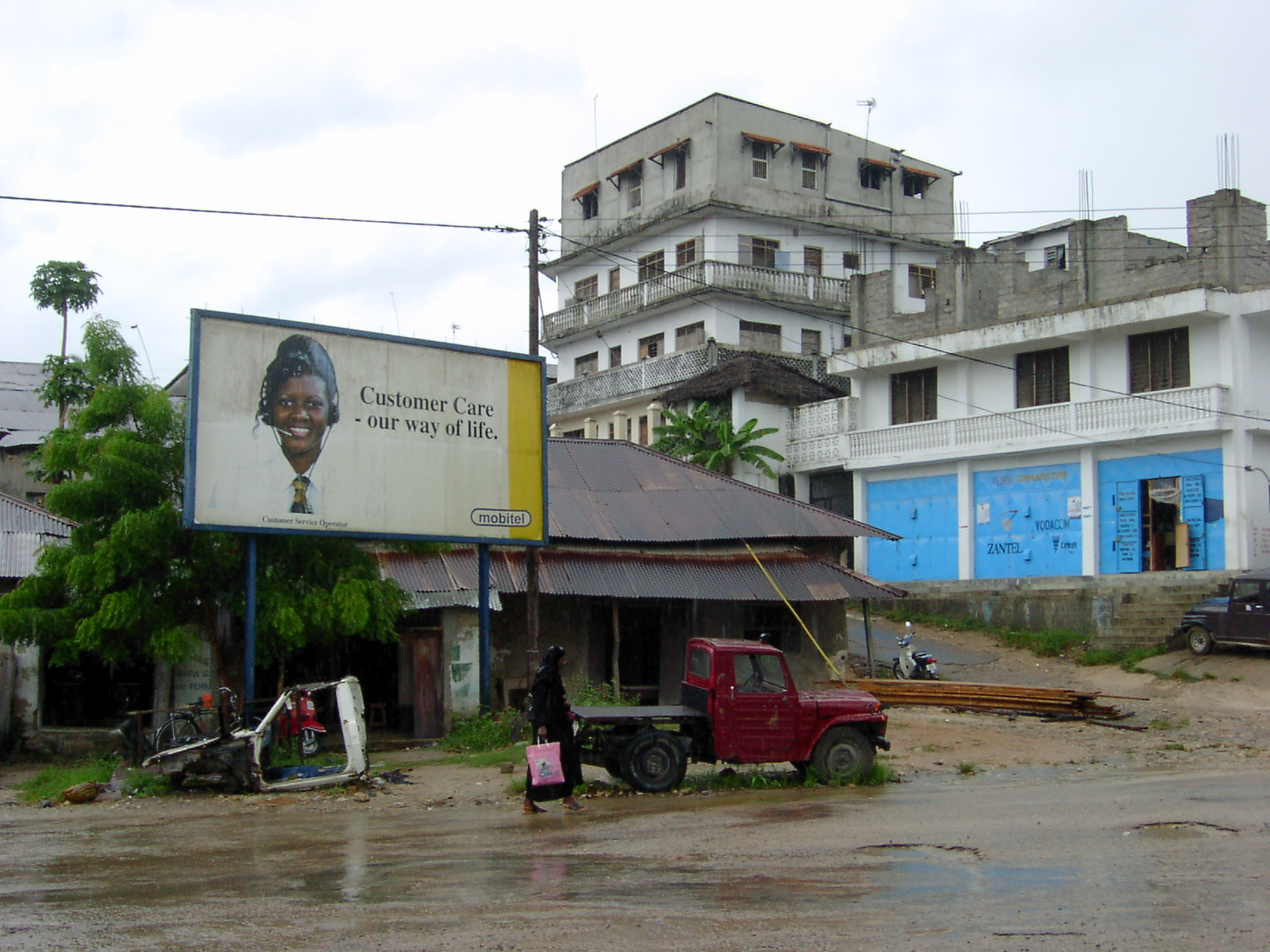
У місті Чаке-Чаке
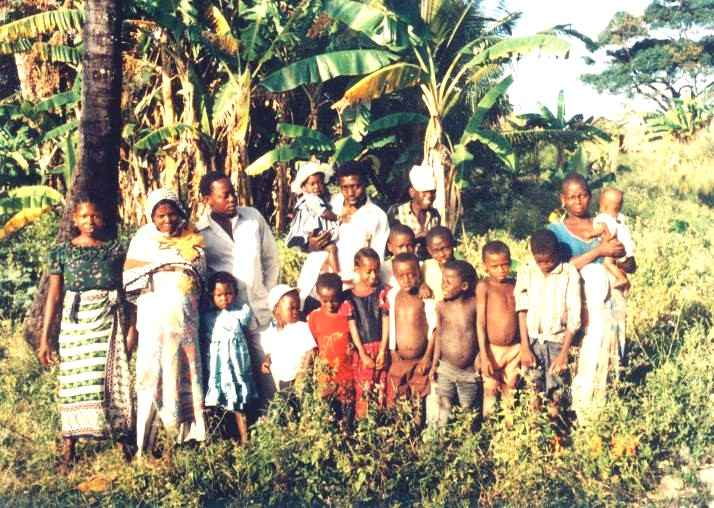
Місцева родина
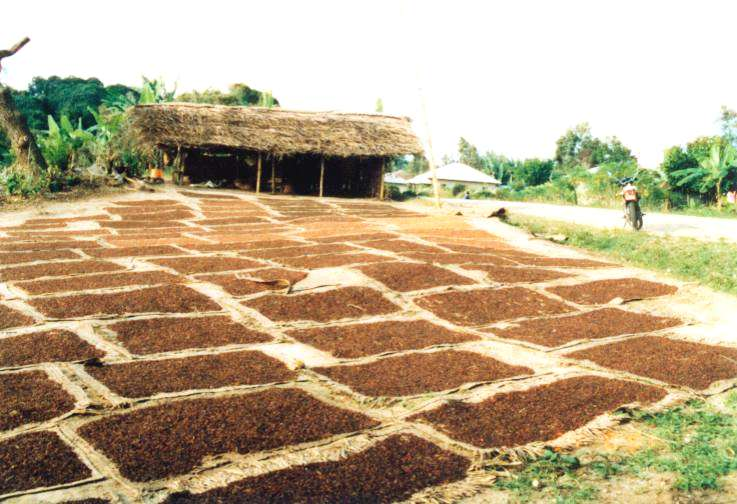
Просушка на сонці бутонів гвоздикового дерева
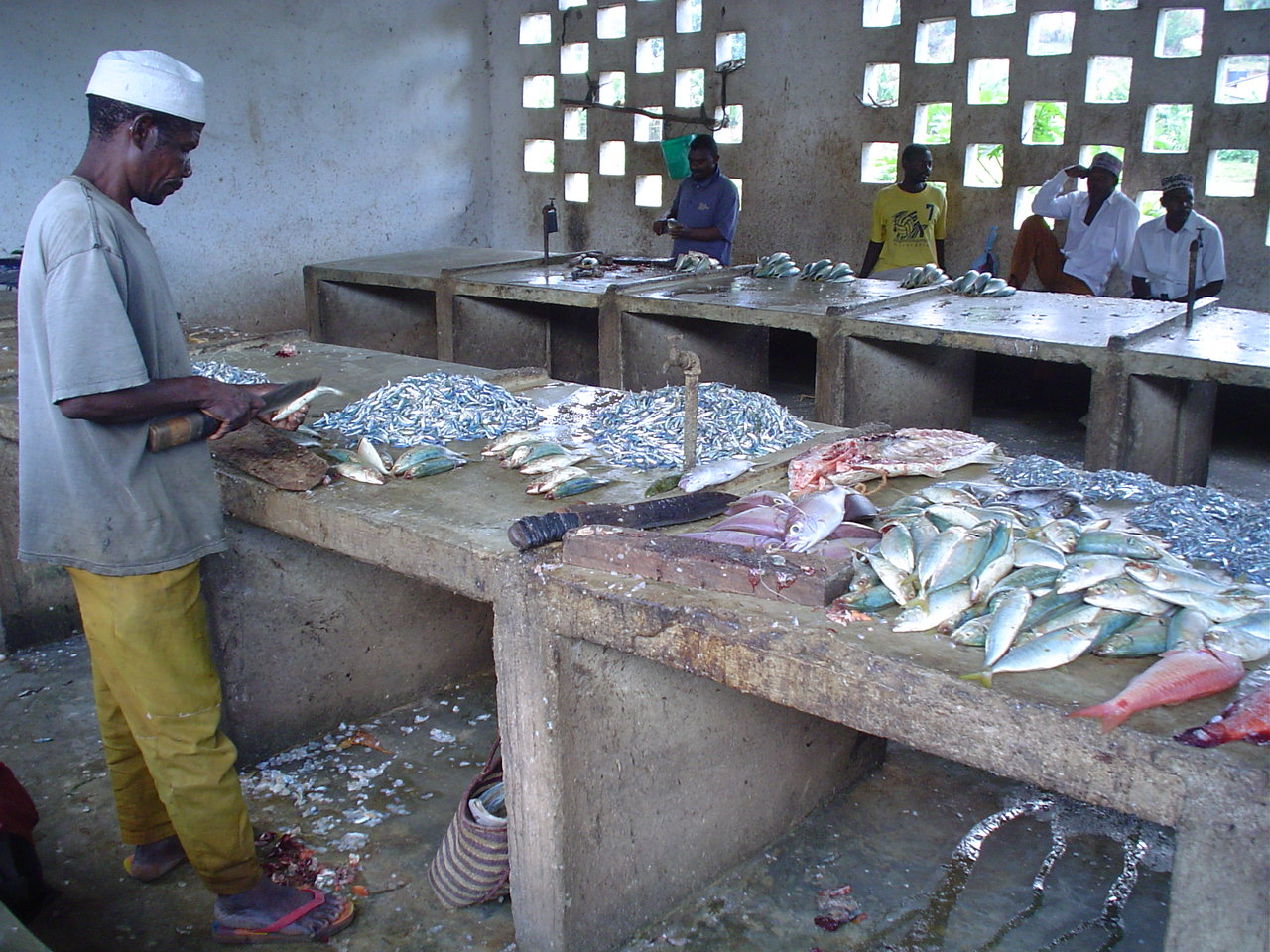
На рибному ринку в Мкоані